# Teiuș

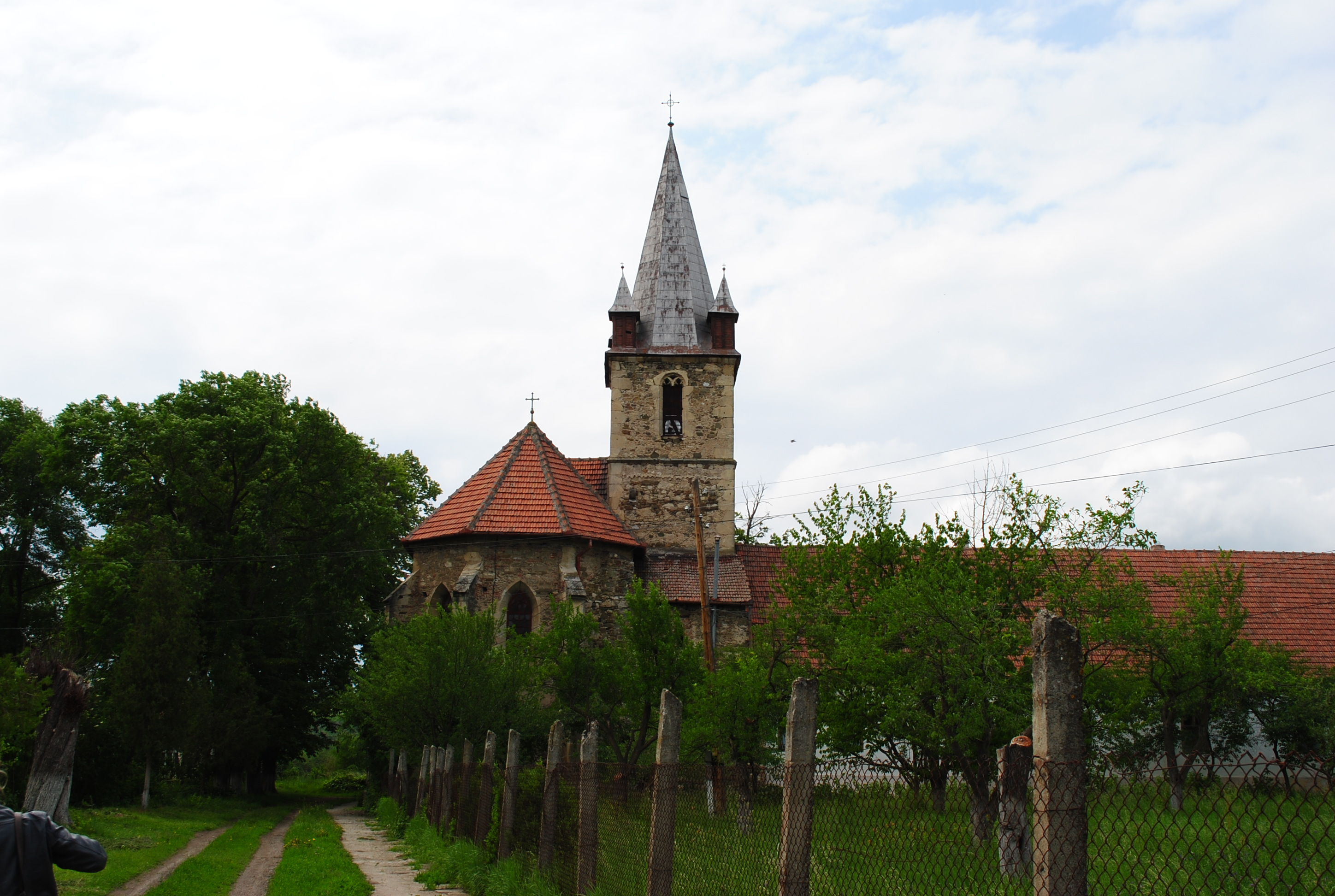
Rooms Katholieke kerk

Teiuș (Hongaars: Tövis Duits: Dreikirchen, Dornstadt) is een stad (oraș) in het Roemeense district Alba. De stad telt 7279 inwoners (2002). Naast de stad bestaat de gemeente uit de dorpen Beldiu (Marosbéld), Căpud (Magyarkapud), Coșlariu Nou (Újkoslárd) en Pețelca (Pacalka).

## Bevolkingssamenstelling
De gemeente Teiuș had in 1850 2935 inwoners. Daarvan waren er 2084 Roemeens, 586 Hongaars, 102 Roma en 23 Duits. In 1977 bereikte de gemeente met 7718 inwoners haar grootste bevolkingsaantal in de geschiedenis. Hiervan waren 6623 personen Roemeens. Het hoogste aantal Hongaren (1720) werd in 1910 bereikt. In 2002 had Teiuș 7284 inwoners, 6297 Roemenen, 567 Roma, 414 Hongaren en 5 Duitsers.

## Fotogalerij

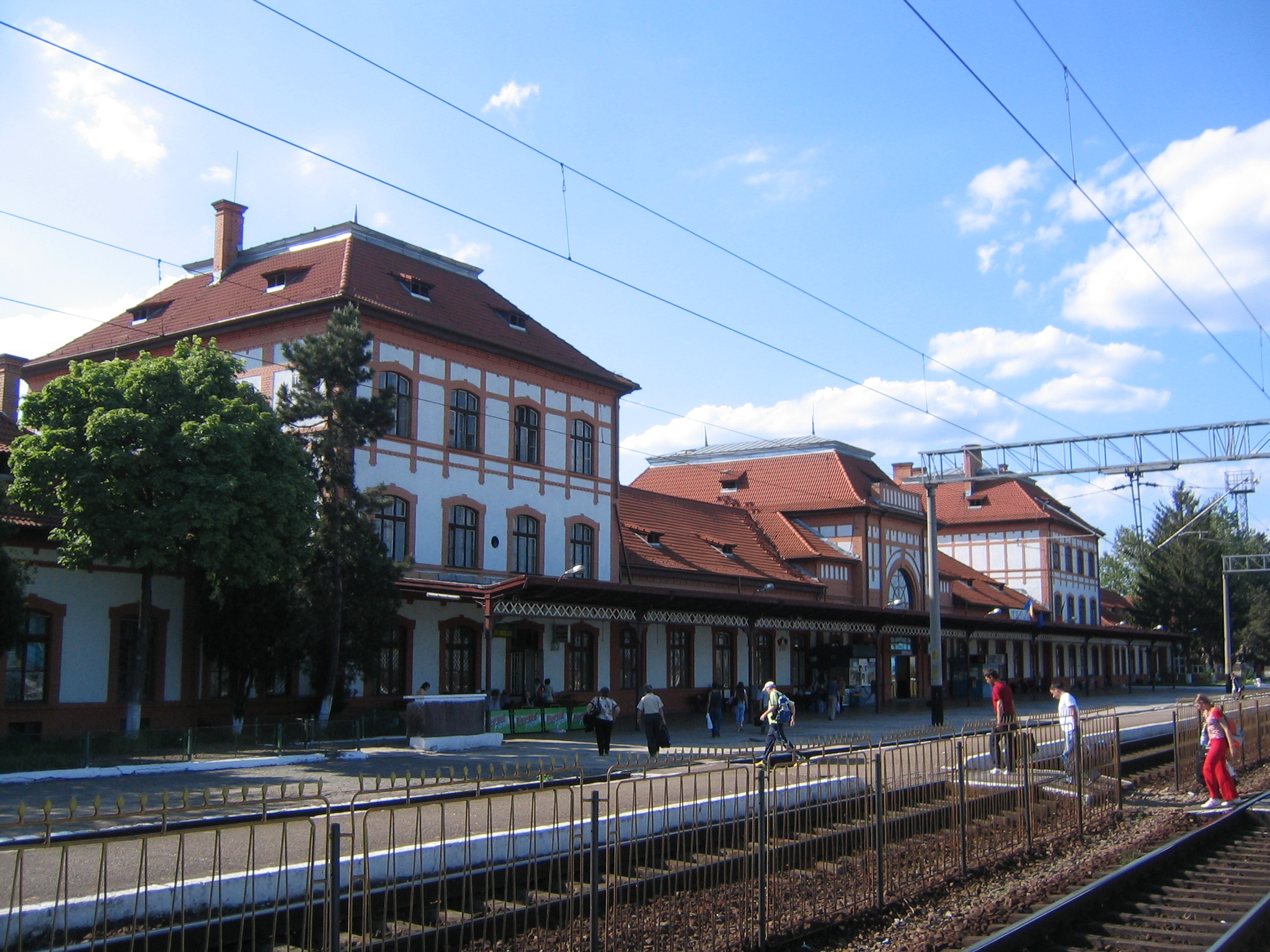
Treinstation
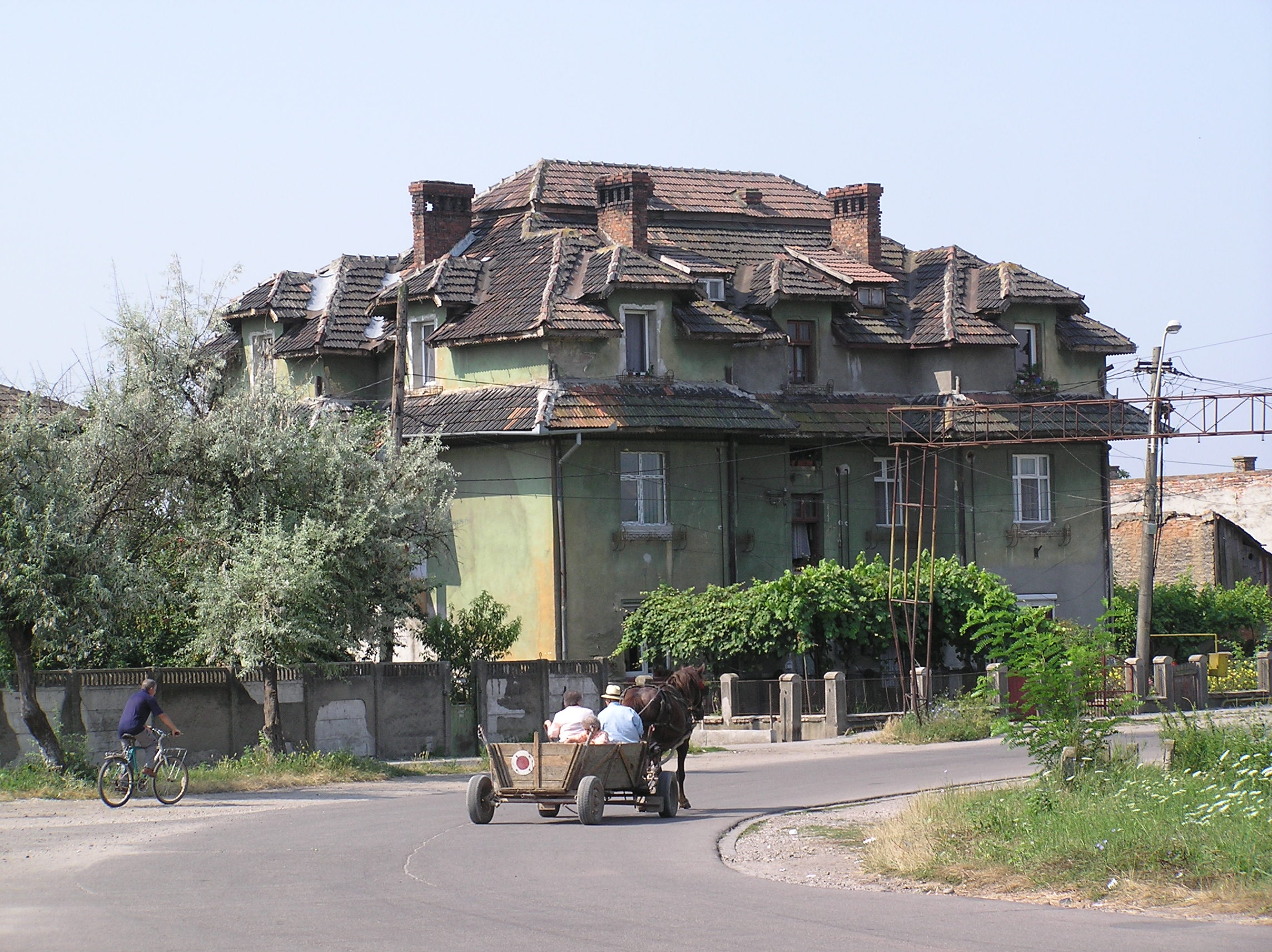
Huis in Teiuș nabij het station
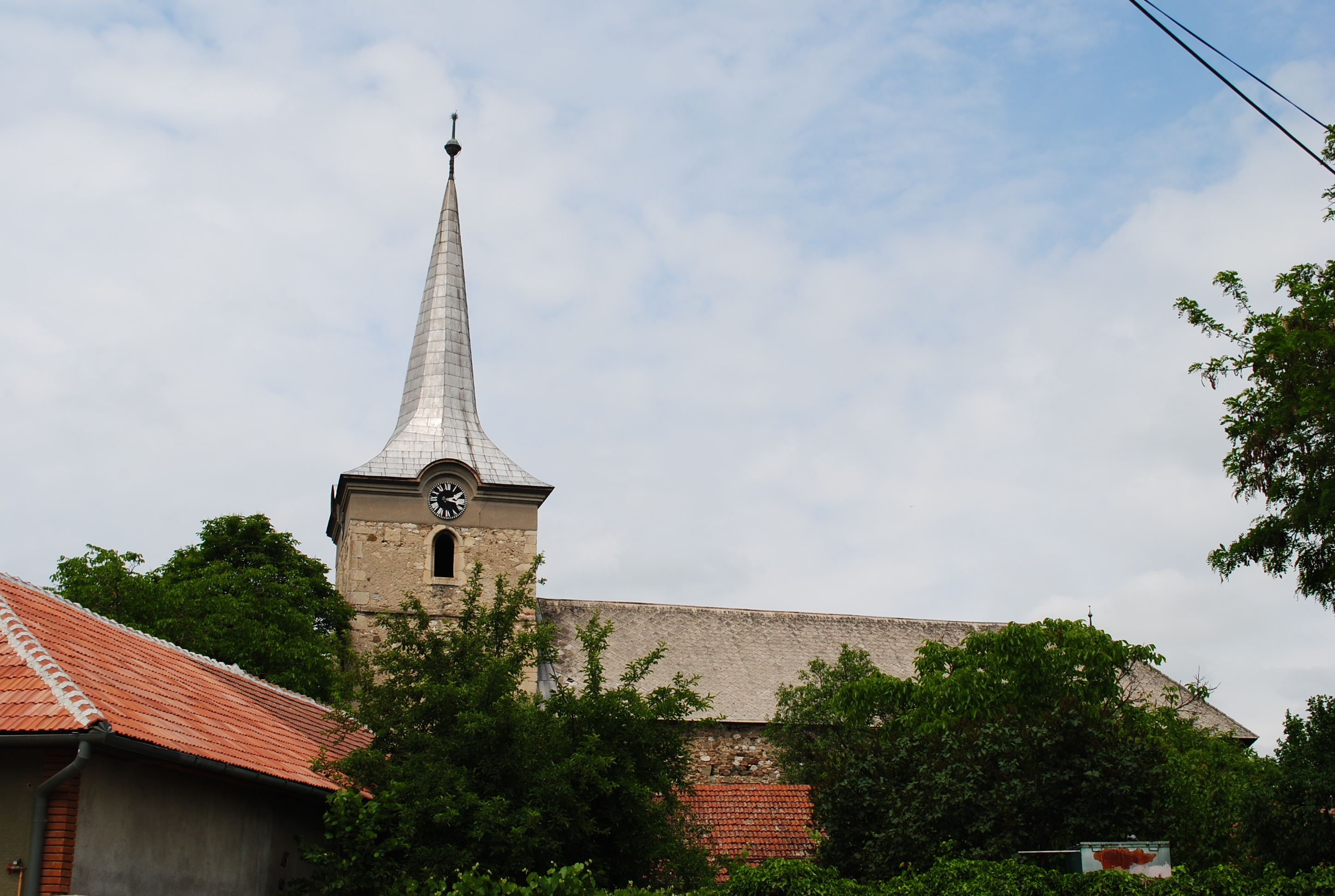
Hongaarse Gereformeerde Kerk in Teiuș
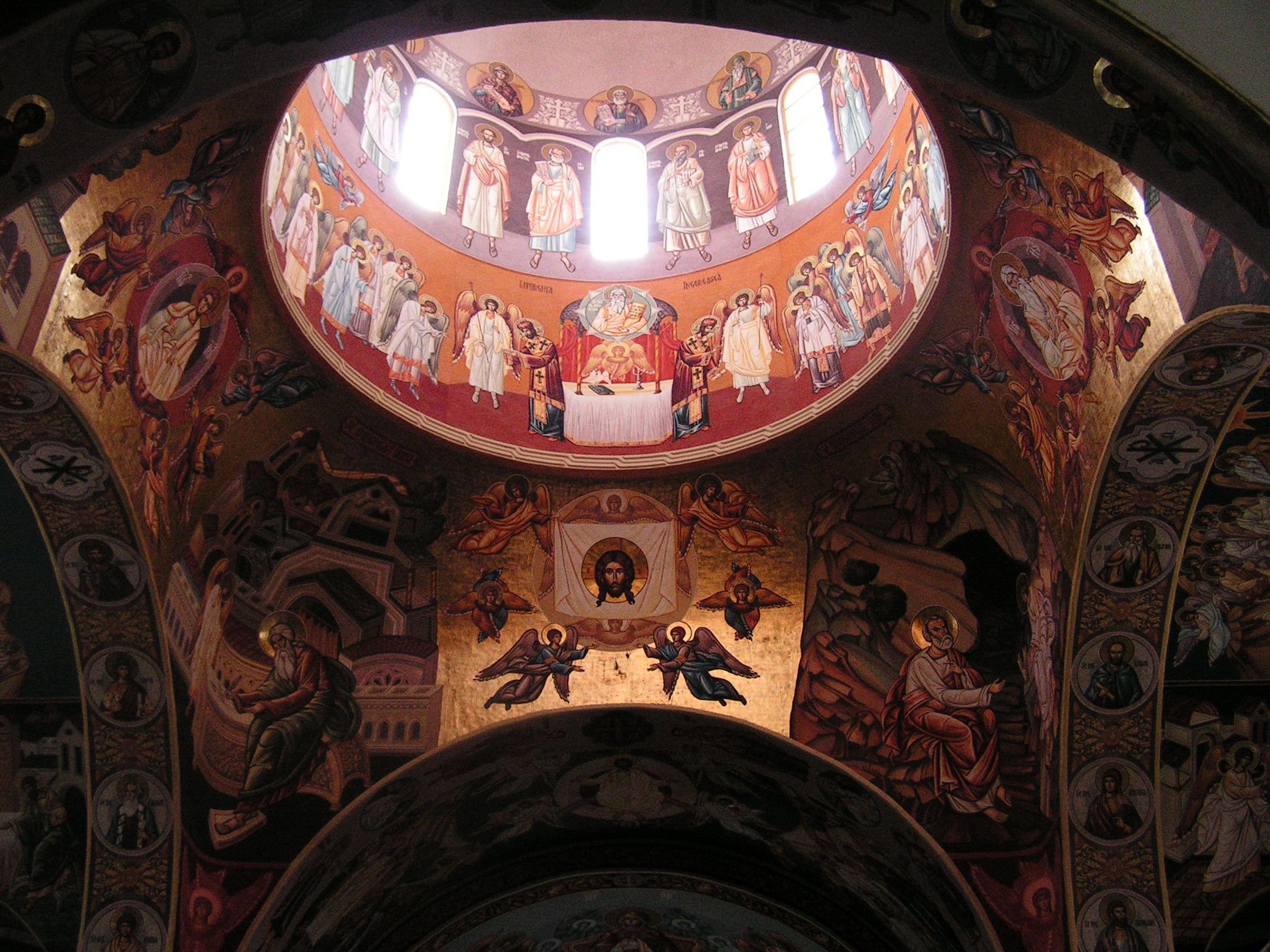
Interieur van de Grieks-Katholieke Kerk in Teiuș

Steden met gemeentestatus: Alba Iulia · Aiud · Blaj · Sebeș

Steden zonder gemeentestatus: Abrud · Baia de Arieș · Câmpeni · Cugir · Ocna Mureș · Teiuș · Zlatna

Gemeenten: Albac · Almaşu Mare · Arieșeni · Avram Iancu · Berghin · Bistra · Blandiana · Bucium · Câlnic · Cenade · Cergău · Ceru-Băcăinți · Cetatea de Baltă · Ciugud · Ciuruleasa · Crăciunelu de Jos · Cricău · Cut · Daia Română · Doștat · Fărău · Galda de Jos · Gârda de Sus · Gârbova · Hopârta · Horea · Ighiu · Întregalde · Jidvei · Livezile · Lupșa · Lopadea Nouă · Lunca Mureșului · Meteș · Mihalț · Mirăslău · Mogoș · Noșlac · Ocoliș · Ohaba · Pianu · Poiana Vadului · Ponor · Poșaga · Rădești · Râmeț · Rimetea · Roșia de Secaș · Roșia Montană · Sălciua · Săliștea · Sâncel · Săsciori · Sântimbru · Scărișoara · Stremț · Șibot · Sohodol · Șpring · Șugag · Șona · Unirea · Vadu Moților · Valea Lungă · Vidra · Vințu de Jos